# 熊谷都市圏
熊谷都市圏（くまがやとしけん）は、かつて埼玉県熊谷市を中心として存在した都市圏である。

## 定義
一般的な都市圏の定義については都市圏を参照。
- かつて熊谷市を中心とする熊谷都市圏として都市圏を形成していたが、2005年の国勢調査により東京都市圏に吸収され、消滅

### 都市圏の変遷
都市雇用圏（10%通勤圏）の変遷
| 自治体('80) | 1980年                  | 1990年                | 1995年                | 2000年                | 自治体('07) |
| 行田市      | 行田都市圏 7万3204人    | 行田都市圏 8万7009人  | 行田都市圏 8万6170人  | 行田都市圏 8万6275人  | 行田市      |
| 南河原村    | 熊谷都市圏 18万6859人   | 行田都市圏 8万7009人  | 熊谷都市圏 35万2936人 | 熊谷都市圏 35万6995人 | 行田市      |
| 妻沼町      | 熊谷都市圏 18万6859人   | 熊谷都市圏 33万5763人 | 熊谷都市圏 35万2936人 | 熊谷都市圏 35万6995人 | 熊谷市      |
| 熊谷市      | 熊谷都市圏 18万6859人   | 熊谷都市圏 33万5763人 | 熊谷都市圏 35万2936人 | 熊谷都市圏 35万6995人 | 熊谷市      |
| 大里村      | 東松山都市圏 11万2367人 | 熊谷都市圏 33万5763人 | 熊谷都市圏 35万2936人 | 熊谷都市圏 35万6995人 | 熊谷市      |
| 江南村      | 熊谷都市圏              | 熊谷都市圏 33万5763人 | 熊谷都市圏 35万2936人 | 熊谷都市圏 35万6995人 | 熊谷市      |
| 川本町      | 熊谷都市圏              | 熊谷都市圏 33万5763人 | 熊谷都市圏 35万2936人 | 熊谷都市圏 35万6995人 | 深谷市      |
| 花園村      | -                       | 熊谷都市圏 33万5763人 | 熊谷都市圏 35万2936人 | 熊谷都市圏 35万6995人 | 深谷市      |
| 深谷市      | 深谷都市圏 8万2229人    | 熊谷都市圏 33万5763人 | 熊谷都市圏 35万2936人 | 熊谷都市圏 35万6995人 | 深谷市      |
| 岡部町      | -                       | 熊谷都市圏 33万5763人 | 熊谷都市圏 35万2936人 | 熊谷都市圏 35万6995人 | 深谷市      |

- 1983年6月1日 花園村が町制施行し花園町となる。
- 1985年11月1日 江南村が町制施行し江南町となる。
- 2002年4月1日 大里村が町制施行し大里町となる。
- 2005年10月1日 熊谷市、妻沼町、大里町が合併し熊谷市となる。
- 2006年1月1日 深谷市、岡部町、川本町、花園町が合併し深谷市となる。
- 2006年1月1日 南河原村が行田市へ編入する。
- 2007年2月13日 江南町が熊谷市へ編入する。